# Novelda Club de Fútbol
Il Novelda Club de Fútbol è una società calcistica spagnola con sede nella città di Novelda. Milita nella Tercera División, la quarta divisione del campionato spagnolo.
Ha giocato otto stagioni nella Segunda División e trentatré nella Tercera División.
La squadra diventò nota anche a livello internazionale quando, nella Coppa del Re 2001-2002, incontrò il Valencia: la partita balzò agli onori delle cronache perché il tecnico dei pipistrelli Rafael Benítez schierò quattro calciatori extracomunitari, quando il limite massimo era fissato a tre; questo errore causò la sconfitta a tavolino del suo club, nonostante la vittoria sul campo per uno a zero.

## Palmarès

### Altri piazzamenti
- Tercera División:

Secondo posto: 1998-1999, 2012-2013
Terzo posto: 1994-1995, 1996-1997, 2009-2010, 2010-2011, 2014-2015

## Rosa
| N. |                   | Ruolo | Calciatore     |
| -- | ----------------- | ----- | -------------- |
|    | Spagna (bandiera) | P     | Adriel         |
|    | Spagna (bandiera) | P     | Ernesto        |
|    | Spagna (bandiera) | D     | Edi            |
|    | Spagna (bandiera) | D     | Héctor         |
|    | Spagna (bandiera) | D     | Juanfra        |
|    | Spagna (bandiera) | D     | Luis Verdú     |
|    | Spagna (bandiera) | D     | Manolo         |
|    | Spagna (bandiera) | D     | Rafa Berenguer |
|    | Spagna (bandiera) | D     | Ricardo Cavas  |
|    | Spagna (bandiera) | C     | Adrián         |
|    | Spagna (bandiera) | C     | Álvaro García  |

| N. |                   | Ruolo | Calciatore   |
| -- | ----------------- | ----- | ------------ |
|    | Spagna (bandiera) | C     | Borja Cortés |
|    | Spagna (bandiera) | C     | Emilio       |
|    | Spagna (bandiera) | C     | Garrote      |
|    | Spagna (bandiera) | C     | Micky        |
|    | Spagna (bandiera) | C     | Pájaro       |
|    | Spagna (bandiera) | C     | Raúl Martín  |
|    | Spagna (bandiera) | C     | Rubén Sanz   |
|    | Spagna (bandiera) | C     | Santi        |
|    | Spagna (bandiera) | A     | Christian    |
|    | Spagna (bandiera) | A     | Juande       |
|    | Spagna (bandiera) | A     | Madrigal     |